# Черри, Эмма Ричардсон
Эмма Ричардсон Черри (англ. Emma Richardson Cherry; 1859—1954) — американская художница.

## Биография
Родилась 28 февраля 1859 года в городе Орора, штат Иллинойс, в семье Джеймса Перкинса (James Perkins) и Фрэнсис Энн (Frances Ann) Ричардсон.
В молодости изучала живопись в Нью-Йорке и Чикаго, получив несколько наград за свои работы. В 1885 году переехала в Канзас-Сити, где открыла собственную студию и участвовала в основании Kansas City Art Association и School of Design. Затем жила в штате Небраска, где познакомилась с Диллоном Черри (Dillon Brook Cherry), за которого вышла замуж.
В 1888 году Эмма она начала двухлетнее турне по Европе, чтобы продолжить знакомство и изучение живописи. Она была студенткой Академии Жюлиана и Академии Делеклюза в Париже. Вернувшись в США, посещала Лигу студентов-художников Нью-Йорка. Стала членом клуба Denver Art Club и ассоциации Western Art Association, от которой в 1891 году получила золотую медаль.
В 1890-х годах вместе с мужем Эмма переехала в Хьюстон, штат Техас, где они купили в центре города дом бывшего хьюстонского магната Уильяма Марша Райса. Художница стала организатором Хьюстонской художественной лиги (Houston Art League), которая впоследствии стала основой первого городского художественного музея — Хьюстонского музея изящных искусств.
В 1903 году Эмма Черри посетила Чикаго — писала в городе и его окрестностях. Также создала здесь несколько портретов, десять из которых были представлены на выставке в Чикаго и получили положительный отзыв.
До конца жизни жила в Хьюстоне, где и умерла 29 октября 1954 года.
В Хьюстоне она выполнила большие настенные росписи в Здании Джулии Идесон Публичной библиотеки Хьюстона.